# Tornado (canot explosif)
Le canot explosif Tornado était un prototype de la marine allemande à la fin de la Seconde Guerre mondiale. 

## Proposition de départ
En décembre 1944 l'ingénieur Grochalsky a proposé un concept inédit de canot aux "petites unités de combat" (K-Verband) de la Kriegsmarine.   
La propulsion serait assurée par un pulsoréacteur Argus As 014 de 335 kg de poussée (celui-là même qui équipait les V1). 
L'armement consistait en deux flotteurs d’hydravion remplis chacun de 300 kg d’explosif placés de part et d'autre du canot. Les flotteurs devaient provenir de la variante marine du Ju 52 donc déjà disponible en grande quantité.   
L'idée était que le Tornado devait s'approcher de sa cible à très grande vitesse et lancer les flotteurs contre celle-ci à environ 2 000 mètres. Les flotteurs, non motorisés, ne seraient projetés sur l'objectif que par l'élan donné par le canot lanceur.   
Le canot lui-même serait revenu au port d'attache avec l'équipage.  
Comme pour le canot explosif Linse, il était prévu des attaques à trois bateaux, dont celui du centre devrait servir de bateau-guide.  
Selon Grochalsky, son concept avait plusieurs intérêts : tous les composants (flotteurs et moteur) étaient éprouvés et bon marché (contrairement aux torpilles) et la grande vitesse rendrait l'interception du canot difficile.      

## Développement
Le département de développement du K-Verband était sceptique car d'une part aucune tentative de combinaison de propulsion à réaction et de navire n'avait été tentée et que d'autre part la grande vitesse du bateau risquait de poser des problèmes de stabilité.  
Le projet fut néanmoins lancé mais sous une forme modifiée de canot explosif : le Tornado serait contrôlé par radio pour s'écraser contre la cible ce qui simplifiait la structure (en un catamaran constitué des deux flotteurs explosifs) tout en la rendant plus stable, et évitait le problème du lancement des flotteurs et de la stabilité de leur course.   
Des ingénieurs furent adjoints à Grochalsky. Les premiers essais de remorquage du prototype non motorisé ont été réalisés à l'Institut de recherche de l'armée à Hambourg avec 350 kg d'explosifs dans chaque flotteur et ceux de moteur à Travemünde. Puis les premiers essais en mer ont eu lieu devant l'institut de recherche militaire de Peenemünde en mer Baltique. Là le Tornado a atteint facilement 89 km/h mais était difficilement contrôlable à haute vitesse ce qui augmentait le risque de chavirement. 
Le Tornado est testé jusqu'à la capitulation de la Wehrmacht le 8 mai 1945 à Travemünde puis il est détruit pour ne pas tomber aux mains des Alliés. Mais après-guerre la documentation est remise aux Alliés. 
Si le concept semblait réalisable, l'aspect radiocommandé l'exposait à des contremesures électroniques comme pour le Henschel Hs 293.